# Cleruchus detritus
Cleruchus detritus är en stekelart som beskrevs av Bakkendorf 1964. Cleruchus detritus ingår i släktet Cleruchus och familjen dvärgsteklar.
Artens utbredningsområde är Schweiz. Inga underarter finns listade i Catalogue of Life.